# ديوغو فريناديز
ديوغو فريناديز بالإسبانية (Diego Fernández)  هو كونت في مملكة ليون , فمن المعروف أن والده أسمه فرناندو ربما هو من قشتالة , فهو جد للعائلات النيبل الهامة في مقاطعة البرتغال و مملكة ليون بين قرنين الحادي عشر و الثاني عشر , ويعتقد بعض الكتاب أنه شقيق الكونت إيرو فريناديز.

## السيرة الذاتية

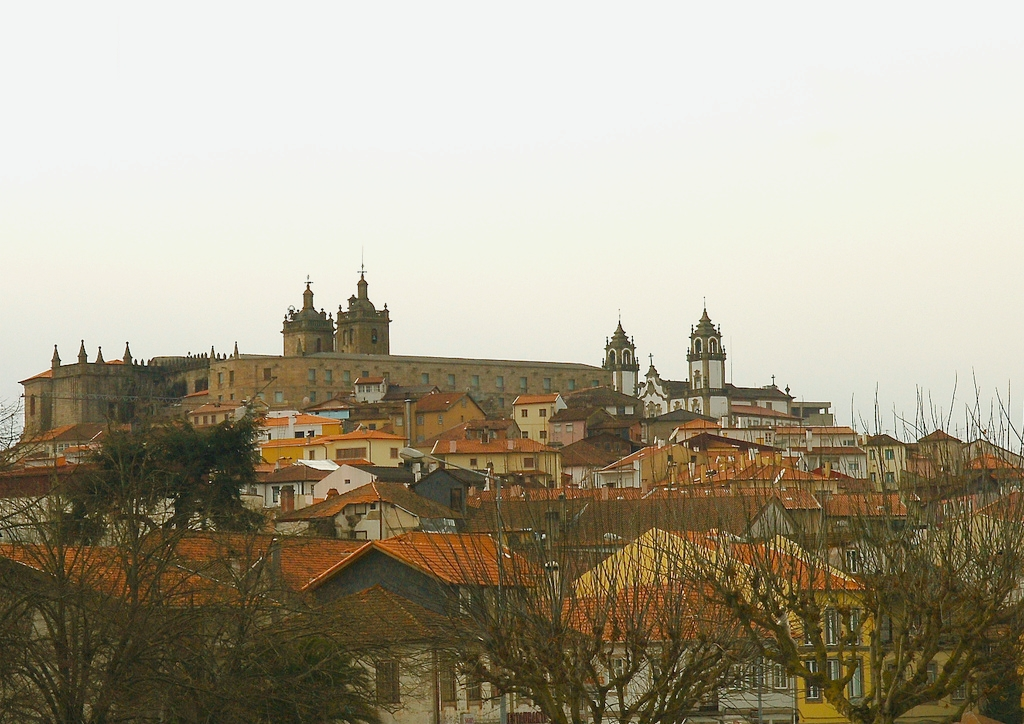
مدينة فيسيو, المدينة الذي أنشاء فيها راميرو الثاني بلاطه.

وصل ديوغو إلى مقاطعة البرتغال قرب نهاية القرن التاسع وفقاً لسامبيرو كان مصاحباً إنفانتي برمودو أوردونيز ابن أردونيو الأول ملك أستورياس الذي تمرد ضد أخيه الملك ألفونسو الثالث هارباً إلى كويمبرا حيث عاش وتوفي قبل فترة وجيزة 928، تم أكدا ولائه لملك ألفونسو الثالث ,  وكان أيضا عضوا في وصية الملك أردونيو الثاني ملك ليون وخليفته فرويلا الثاني , ورافق ملك راميرو الثاني عندما أسس بلاطه في فيسيو وكان آخر ظهور في المواثيق في 23 شباط 926 عندما أكد هبة التي أدلى بها هذا الملك ل هرمنغيلدو غونزاليس وزوجته مومدونا أبنته.

## الزواج وذرية
تزوج أونيجا التي تسبب الاختلاط بينها مع سليل أونيجا لوسيديس وجعلت لتكون ابنة الكونت لوسيديو ڤيمارنس نجل ڤيمارا بيريز . أونيجا يمكن أن يكون عضوا في العائلة المالكة من بامبلونا أي نافارية ، بدلا من الجاليكية ، كان يمكن أن كانت ابنة لوديجونديا من المفترض أنها أبنة الملك أردونيو الأول ملك أستورياس ، الذي كان قد تزوج الأمير من بامبلونا، استنادا إلى وثيقة حيث أن الملك راميرو الثاني من ليون يدعو مومدونا دياس عمته. 
ومن أبنائهم:-
1. مونيا دياس زوجة ألفيتو لوسيديس وانجبا لوسيديو ألفيتيز أو نونو ألفيتيز متزوجة من خيمينا، كانوا له ابنة اسمها أونيغا لوسيديس غالباً ما يتم كثيرا الخلط بينها مع والدة مونيا وأونيجا النافارية زوجة ديوغو فرنانديز وأيضا له أبن كان الثالث كونت من الأسرة ڤيمارا بيريز ألا هو ألفيتو نونس.
2. لوديجونديا دياس فمن المتعقد أنها زوجة روديجو تودنيز.
3. خيمينو دياس كان كونت مهم في القرن العاشر قبل 949 تزوج من أدوسيندا غوتيريز أبنة غوتيزّ مينيديس و إيلدوارا إيريز ولهم ذرية، وبعد وفاته تزوج أدوسيندا أبنته نجل الكونت هرمنغيلدو غونزاليس راميرو مينيديس ربما كانوا والدي ملكة فيلاسكويتا راميريز زوجة الأولى لملك برمودو الثاني ملك ليون.
4. مومدونا دياس كونتيسة البرتغال تزوجت من الكونت هرمنغيلدو غونزاليس.